# Rolinada

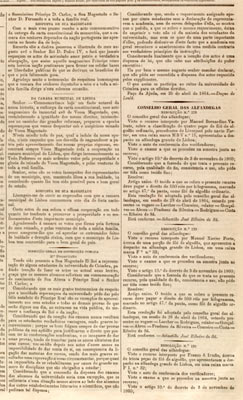
Fac-simile da portaria que desencadeou a Rolinada.

Rolinada é designação pela qual ficaram conhecidos os incidentes que em Abril e Maio de 1864 abalaram a Universidade de Coimbra, culminando no envio de tropas para a cidade de Coimbra e numa greve académica, seguida pelo abandono da cidade por parte importante dos estudantes, que se consideraram desterrados para  a cidade do Porto. O nome do incidente deriva de Rolim, um dos apelidos de Nuno José Severo de Mendonça Rolim de Moura Barreto, o 1.º duque de Loulé, então chefe do Governo, cuja efígie em palha os estudantes queimaram junto à Porta Férrea no início do movimento.
A Rolinada foi desencadeado pelo facto dos estudantes terem, sem sucesso, solicitado o perdão de acto, isto é a dispensa dos exames finais de ano lectivo e do pagamento da respectiva propina. O pedido de perdão de acto tinha como pretexto celebrar o nascimento, ocorrido a 23 de Setembro de 1863, do príncipe real D. Carlos, herdeiro do trono e futuro D. Carlos I de Portugal.
Quando a benesse lhes foi negado por uma portaria do governo, datada de 25 de Abril de 1864 e assinada pelo Duque de Loulé, os estudantes consideraram-na ofensiva e entenderam que o governo tinha faltado a uma promessa feita antes da passagem por Coimbra do rei D. Luís I de Portugal. Acreditava-se então que o governo teria prometido o almejado perdão do acto se os estudantes recebessem cordatamente o novo monarca na sua primeira passagem por Coimbra, o que de facto ocorreu. Quando o governo, aparentemente por conselho do governador civil e da própria Universidade, recusou, os líderes estudantes sentiram-se traídos.
A manifestação de estudantes no Largo da Feira que se seguiu ao conhecimento da recusa foi duramente reprimida. Sentindo-se inseguro face à exiguidade das forças de que dispunha, o governador civil requisitou uma força de infantaria do Porto.
Face ao que consideraram uma ocupação militar, os estudantes, apesar de evitarem o confronto directo, radicalizaram a sua posição e reuniram-se então em assembleia-geral no Teatro Académico. Nessa assembleia foi aprovada uma moção, apresentada por Antero de Quental, então finalista de Direito, que propunha que a Academia abandonasse Coimbra em sinal de protesto e procurasse refúgio no Porto, o antigo baluarte da liberdade. No seu livro Figuras do Passado, Pinto Osório dá a seguinte versão dos acontecimentos:
"Coimbra tinha tomado o aspecto de um acampamento militar. Nova convocação da assembleia-geral. A uma das portas do Teatro Académico, onde a assembleia ia reunir-se encontrou-se com o seu querido condiscípulo José da Cunha Sampaio e com Antero de Quental. […] Aproximava-se o momento de começar a reunião. A porta do Teatro, que dava entrada para os camarotes, abriu-se. Antero seguiu com outros rapazes pelo corredor do lado direito e foi tomar o lugar no camarote que ficava por cima da porta principal, nesse mesmo camarote onde, dois anos antes, isto é, em Outubro de 1862, em uma noite memorável, havia entrado para receber um aperto de mão do Príncipe Humberto, depois rei da Itália, felicitando-o e agradecendo-lhe a sua bela poesia, distribuída e recitada nessa noite."
Então, num acto de protesto, cerca de meio milhar de estudantes deslocou-se para o Porto, declarando não quererem regressar a Coimbra. Aproveitando o caminho-de-ferro entre  Estarreja  e  Taveiro (Coimbra), inaugurado naquele mesmo ano, um grupo estudantes saiu de Coimbra na manhã de 30 de Abril, reagrupando-se em Estarreja, onde  esperaram  os restantes que apenas puderam partir de Coimbra na tarde daquele dia, dirigindo-se então para a cidade do Porto. A universidade ficou semi-encerrada, sendo poucos os estudantes que frequentavam as aulas.
Entretanto, forças militares continuaram em Coimbra com o intento de manter a ordem, mas o governador civil de Coimbra e o reitor da Universidade, Vicente Ferrer Neto de Paiva, são demitidos.
No início de Maio os estudantes já consideravam Coimbra, nas palavras de Antero de Quental, como uma Sião Bem Amada, procurando uma solução que permitisse um regresso a Coimbra que fosse minimamente honroso, procurando um desfecho para aquele acto de rebeldia tão romântico quanto febril.
Poucos dias depois, a 4 de Maio, os estudantes, rondando já apenas a meia centena, reunidos no Teatro Baquet e com o único apoio local dos colegas da Academia Politécnica do Porto, decidiram regressar a Coimbra, aproveitando a proclamação conciliadora do vice-reitor da Universidade de Coimbra, José Ernesto de Carvalho e Rego, emitida esse dia e que paternalmente os convidava a regressar às aulas e a evitar a reprovação por faltas. O que fizeram, encerrando o incidente, ao qual se seguiu a necessária amnistia geral, concedida por Decreto de 13 de Maio. Naquele Decreto o governo, pressionado pela proximidade das eleições, alegava que os estudantes tinham regressado à Universidade e docilmente continuado a respectiva frequência, obedecendo á voz paternal que os convocou e exortou [...] pelo que a severa aplicação das leis não só causaria grave detrimento aos implicados, com a interrupção da sua carreira académica, mas exacerbaria o desgosto e sacrifício das suas famílias (que escusado será lembrar, eram a fina flor das elites portuguesas).
António de Azevedo Castelo Branco, recorda o êxodo de 1864 como uma estouvada resolução de cábulas e uma bombachata, mas numa clara manifestação da instabilidade política que então se vivia, e da pequenez da vida cívica e intelectual portuguesa, aquilo que poderia ser considerado um incidente menor, gerado pelo desejo de uma passagem administrativa foi alvo de acesa discussão parlamentar, na qual apenas o então jovem deputado Tomás Ribeiro apoiou os estudantes. O incidente entraria na história da Academia de Coimbra e da intelectualidade portuguesa, sendo referido em quase todas as abordagens aos anos formativos da Geração de 70.